# 圆魁蛤科
圆魁蛤科（學名：Cucullaeidae）是魁蛤目之下的一個很小的科。本科現時只有圆魁蛤屬（學名：Cucullaea）這一個屬。
過往本科曾經包括Bentharca屬 Verrill & Bush, 1898及從這個屬分出來的Xenophorarca屬 M. Huber, 2010，但這兩個屬現時都屬於魁蛤科之下。

## 物種
根據WoRMS，本屬包括下列各物種：
- Cucullaea elegans (Fischer)[5]
- Cucullaea granulosa  Jonas, 1846[1]
- 圆魁蛤 Cucullaea labiata  Lightfoot, 1786)[1]
- Cucullaea petita  Iredale, 1939[1]
- Cucullaea vaga  Iredale, 1930[1]